# Paulina Mihai
Paulina Mihai (* 1949 in Rumänien) ist eine deutsch-rumänische Malerin.

## Leben
Von 1968 bis 1974 studierte Mihai an der Kunstakademie Bukarest. Dort war sie Meisterschülerin von Gheorghe Șaru. Von 1974 bis 1976 arbeitete sie als Kunstlehrerin am Kunstgymnasium Tulcea. Von 1976 bis 1978 war sie als Restauratorin am Nationalmuseum Bukarest tätig. Seit 1978 ist sie freischaffende Künstlerin. 1981 kam sie nach in Berlin (West), wo sie weiterhin lebt. Im Jahr 1998 zerstörte ein Brand in ihrem Atelier zahlreiche Arbeiten.

## Ehrungen (Auswahl)
- 1975: Landesstipendium des Künstlerverbandes für Malerei, Rumänien
- 1979: Preis des Kritikerverbandes Debrecen, Ungarn
- 2002 bis 1991 und 1988 bis 1986: Werkvertragsprogramm des Landes Berlin

## Ausstellungen (Auswahl)
- 2019: Cat’Art, Centre d’Art Contemporain, Sainte Colombe sur l’Hers1986
- 2012:Petits formats “la rond du noir au blanc” Galerie La Porte d’Amont, Mirepoix
- 2012: Galerie d’Art Pilar Riberaygua, Andorra La Vella
- 2010: Embassy of Romania, Berlin
- 2009: 10 Jahre Rumänisches Kulturinstitut Berlin: Ignat 22. Eine Installation. Rumänisches Kulturinstitut Titu Maiorescu, Berlin
- 2007: Showdown at saatchi-gallery, London
- 2007: Charity exhibition and art auction of the Museum for Islamic Art in the Pergamonmuseum, Berlin
- 2006: Galerie Walter Hellenthal, Berlin
- 2004: L’Espace Pilar Riberaygua, Centre d’Art Contemporain, Cat’Art, Sainte-Colombe-sur-l’Her
- 2004: HOME – Homeless, Villa Oppenheim, Berlin
- 2004: L’Espace Pilar Riberaygua, Centre d’Art Contemporain, Cat’Art, Sainte-Colombe-sur-l’Her
- 2004: Jourrnée Artistique, Cat’Art, Sainte-Colombe-sur-l’Her
- 2004: Monroe Center for the Arts Gallery, Hoboken
- 2003: Art & Nature, Intervention Plastique Symposion, Sainte-Colombe-sur-l’Her
- 2003: Galerie d’Art Pilar Riberaygua, Andorra La Vella
- 2002: Homenatage a Pilar Riberaygua, Galeria Pilar Riberaygua, Andorra La Vella
- 2002: Galeria Les Punxes, Barcelona
- 2002: Auswärtiges Amt, Berlin
- 2001: Romanian Cultural Institut Titu Maiorescu, Berlin
- 2000: Galerie Klaus Braun, Stuttgart
- 1999: East-West-Gallery / Romanian Cultural Center, New York
- 1999: Standortverwaltung Julius-Leber-Kaserne, Berlin
- 1999: Galeria Les Punxes, Barcelona
- 1999: Galerie im Parlament, Abgeordnetenhaus Berlin
- 1999: Lumière et Symbole, Le Centre Culturel Constantin Brancusi, Montréal
- 1998: Galerie Stil + Bruch, Berlin
- 1998: The Painting Center Soho, New York
- 1998: Studio bildende Kunst (Baumschulenweg), Berlin
- 1997: Raab Galerie, Berlin
- 1995: Studio d’Arte Due, Venezia
- 1995: Mail-Art Festival Atlanta
- 1995: Galeria Era Bauró, Andorra La Vella
- 1995: Studio bildende Kunst (Baumschulenweg), Berlin
- 1994: Galeria Era Bauró, Andorra La Vella
- 1994: La Maison du Chevalier, Centre Regional Art/Culture/Communication, Languedoc-Roussillon, Carcassonne
- 1994: Galerie im PTZ, Produktionstechnisches Zentrum, Berlin
- 1989: Galerie Klaus Braun, Stuttgart
- 1985: Galleria d’Arte Mazzini 3 Comune di Sant’Angelo in Lizzola Biblioteca Comunale, Pesaro
- 1986: Romanian Artits in Occident, Hommage to Mircea Eliade, Los Angeles
- 1985:DIN Galerie, Berlin
- 1984: Schering Kunstverein, Berlin
- 1984: Galerie auf Zeit, Berlin
- 1984: Galerie Nalepa, Berlin
- 1981: L’accademia di Romania, Rom
- 1979: Galerie Simeza, Bucarest
- 1975: Galerie Simeza, Bucarest
- 1979: Colonie d’artistes Hajduböszormeny
- 1978: Concours Miro, Barcelona
- 1977: Museum Simu, Bucarest
- 1977: Künstlerkolonie Pila-Plotki, Poznan
- 1976: Galerie Orizont, Bucarest
- 1977: Museum Simu, Bucarest
- 1975: Museum Atheneu, Bucarest
- 1974: Museum Simu, Bucarest

## Sammlungen mit Werken Mihais (Auswahl)
- Kupferstichkabinett Berlin
- Neuer Berliner Kunstverein
- Schering AG
- Investitionsbank
- Graphothek Charlottenburg